# ヴェアヴォルフ

ヴェアボルフの旗章

ヴェアヴォルフ（Werwolf）は、第二次世界大戦末期におけるナチス・ドイツで、ドイツの連合国軍に占領された地域で連合国軍に対するゲリラ攻撃によってドイツ国防軍を支援するための部隊である。Werwolf （ヴェアヴォルフ）の語は werewolf （英：ワーウルフ、狼男）と同一語源のドイツ語で、 lycanthropy （ライカントロピー、狼化）という意味であり、さらに「戦狼」を意味する Wehrwolf （ヴェーアヴォルフ）の語呂合わせでもある。“Werwolf”は運動の名前として好まれていたが、“Wehrwolf”もしばしば使用された。日本語では「人狼部隊」または「狼人部隊」と訳される。
「憎悪こそ我らの掟、復讐こそ我らの合言葉。」という誓いが立てられた。

## 概要
1944年の秋ごろに、SS傘下の組織として、ハンス・プリュッツマンが組織した。連合軍に協力的な政治家などの殺害などのゲリラ活動を主としていた。

## 活動成果
東部戦線と西部戦線においてゲリラ活動を行なった。しかし東部戦線では戦果をあまり上げられなかった。NKVDがゲリラ活動に慣れていたためである。一方で西部戦線においては、1945年3月25日にフランツ・オッペンホフ博士（連合国占領下のアーヘン市長）の殺害に成功している。また、1944年11月から12月までの間に、連合国軍側の兵士の飲み物に毒を入れるなどをして、100人ほどの兵士を殺害することに成功している。1945年4月1日にはラジオ・ヴェアヴォルフの放送を開始し、彼らの戦功を虚実織り交ぜて報道していた。終戦後も活動を行ない、1945年12月にほぼ無力化されたが、1947年までプロパガンダ活動を行なっていた。最終的には3000人から5000人を殺害したとされる。

## ヴェアヴォルフに関連する作品
- 『ヨーロッパ』 - ラース・フォン・トリアー監督の1991年のデンマーク映画。ヴェアヴォルフが描かれている。
- 『人狼部隊』 - イブ・メルキオールの小説。角川書店から邦訳が出版されている。